# Astragalus darendensis
Astragalus darendensis es una especie de planta del género Astragalus, de la familia de las leguminosas, orden Fabales.

## Distribución
Astragalus darendensis se distribuye por Turquía.

## Taxonomía
Fue descrita científicamente por Podlech & Ekici. Fue publicada en Feddes Repert. 119: 26 (2008).